# Williams FW29
Williams FW29 — болид Формулы-1, построенный для участия в чемпионате 2007 года.

## История
Новый болид — прямое развитие прошлогодней модели Williams FW28. Williams FW29 получил новый двигатель Toyota перепроектированную под новый мотор систему охлаждения, ставшую существенно более компактной, новую подвеску бескилевого типа и значительно переработанное заднее антикрыло. Шины Bridgestone стали едиными. Они не обеспечивали необходимого сцепления передней части болида с трассой, поэтому пришлось увеличить размеры переднего антикрыла. Болид был представлен на тестах в Хересе. На место Марка Уэббера в команду был приглашен Александр Вурц. Австриец вернулся в Формулу-1 после шестилетнего перерыва.
Феноменальной скоростью Williams FW29 не отличался, но был исключительно надежным и позволял регулярно бороться за очки. Нико Росберг стабильно набирал зачетные баллы и оказался выше в зачете пилотов своего напарника, несмотря на подиум Вурца в Канаде. Австриец и вовсе ушёл из команды перед заключительным этапом, поэтому его заменил тест-пилот Кадзуки Накадзима. Японец, как и его отец, дебютировал на Гран-при Бразилии. Такие результаты позволили Williams занять пятое место в Кубке Конструкторов с 33 очками. После дисквалификации McLaren команда поднялась на четвертую строчку.

## Раскраска
FW 29 раскрашен в белые и синие цвета, как и предыдущие машины Williams. На машине размещены логотипы спонсоров — RBS Royal Bank of Scotland , Reuters, которые уже сотрудничают с командой долгое время, так и новые Lenovo, AT&T.

## Результаты в чемпионате 2007 года

### Результат в гонках
| Легенда к таблице |                                                                    |
| --- | ------------------------------------------------------------------ |
| В таблице перечислены результаты всех Гран-при Формулы-1, в которых использовался автомобиль. Строками таблицы являются сезоны, столбцами — этапы чемпионата мира. В каждой клетке указаны сокращённое название этапа и результат, дополнительно обозначенный цветом. Расшифровка обозначений и цветов представлена в нижеследующей таблице. |                                                                    |
| \| Пример \| Описание \| \| ------------ \| ------------------------------------------------------------------ \| \| 1 \| Победитель \| \| 2 \| Второе место \| \| 3 \| Третье место \| \| 5 \| Финишировал, заработав очки \| \| Сход \| Не финишировал, но при этом заработал очки \| \| 12 \| Финишировал, не получив очков \| \| НКЛ \| Финишировал, но не попал в финальную классификацию \| \| 15 \| Участвовал вне зачёта, либо по отдельной классификации \| \| 18 \| Не финишировал, но попал в финальную классификацию \| \| Сход \| Не финишировал \| \| НКВ \| Не прошёл квалификацию \| \| НПКВ \| Не прошёл предквалификацию \| \| ДСК \| Дисквалифицирован \| \| ИСК \| Исключён из протокола соревнований \| \| ТТ \| Заявлен для участия только в тренировках \| \| НС \| Участвовал в квалификации, но не стартовал в гонке \| \| Т \| Травмирован или болен \| \| ОТК \| Отказ от участия \| \| НТР \| Прибыл на соревнования, но на трассу не выезжал \| \| НПР \| Был заявлен в числе участников, но не прибыл к началу соревнований \| \| О \| Соревнования отменены \| \| \| Не участвовал \| \| Поул-позиция \| \| \| Быстрый круг \| \| |                                                                    |
| Пример | Описание                                                           |
| 1 | Победитель                                                         |
| 2 | Второе место                                                       |
| 3 | Третье место                                                       |
| 5 | Финишировал, заработав очки                                        |
| Сход | Не финишировал, но при этом заработал очки                         |
| 12 | Финишировал, не получив очков                                      |
| НКЛ | Финишировал, но не попал в финальную классификацию                 |
| 15 | Участвовал вне зачёта, либо по отдельной классификации             |
| 18 | Не финишировал, но попал в финальную классификацию                 |
| Сход | Не финишировал                                                     |
| НКВ | Не прошёл квалификацию                                             |
| НПКВ | Не прошёл предквалификацию                                         |
| ДСК | Дисквалифицирован                                                  |
| ИСК | Исключён из протокола соревнований                                 |
| ТТ | Заявлен для участия только в тренировках                           |
| НС | Участвовал в квалификации, но не стартовал в гонке                 |
| Т | Травмирован или болен                                              |
| ОТК | Отказ от участия                                                   |
| НТР | Прибыл на соревнования, но на трассу не выезжал                    |
| НПР | Был заявлен в числе участников, но не прибыл к началу соревнований |
| О | Соревнования отменены                                              |
| | Не участвовал                                                      |
| Поул-позиция |                                                                    |
| Быстрый круг |                                                                    |

| Двигатель            | Шины | Пилоты    | 1    | 2    | 3   | 4    | 5   | 6   | 7   | 8   | 9   | 10   | 11  | 12  | 13  | 14   | 15   | 16  | 17  | Место | Очки |
| -------------------- | ---- | --------- | ---- | ---- | --- | ---- | --- | --- | --- | --- | --- | ---- | --- | --- | --- | ---- | ---- | --- | --- | ----- | ---- |
| Toyota RVX-07 2,4 V8 | B    |           | АВС  | МАЛ  | БАХ | ИСП  | МОН | КАН | США | ФРА | ВЕЛ | ЕВР  | ВЕН | ТУР | ИТА | БЕЛ  | ЯПО  | КИТ | БРА | 4     | 33   |
| Toyota RVX-07 2,4 V8 | B    | Росберг   | 7    | Сход | 10  | 6    | 12  | 10  | 16  | 9   | 12  | Сход | 7   | 7   | 6   | 6    | Сход | 16  | 4   | 4     | 33   |
| Toyota RVX-07 2,4 V8 | B    | Вурц      | Сход | 9    | 11  | Сход | 7   | 3   | 10  | 14  | 13  | 4    | 14  | 11  | 13  | Сход | Сход | 12  |     | 4     | 33   |
| Toyota RVX-07 2,4 V8 | B    | Накадзима |      |      |     |      |     |     |     |     |     |      |     |     |     |      |      |     | 10  | 4     | 33   |

### Результат в квалификациях
| Двигатель            | Шины | Пилоты    | 1   | 2   | 3   | 4   | 5   | 6   | 7   | 8   | 9   | 10  | 11      | 12  | 13  | 14  | 15  | 16  | 17  | Поулы |
| -------------------- | ---- | --------- | --- | --- | --- | --- | --- | --- | --- | --- | --- | --- | ------- | --- | --- | --- | --- | --- | --- | ----- |
| Toyota RVX-07 2,4 V8 | B    |           | АВС | МАЛ | БАХ | ИСП | МОН | КАН | США | ФРА | ВЕЛ | ЕВР | ВЕН     | ТУР | ИТА | БЕЛ | ЯПО | КИТ | БРА | 0     |
| Toyota RVX-07 2,4 V8 | B    | Росберг   | 12  | 6   | 10  | 11  | 5   | 7   | 14  | 9   | 17  | 11  | 5(4*)   | 8   | 8   | 5   | 16  | 15  | 10  | 0     |
| Toyota RVX-07 2,4 V8 | B    | Вурц      | 15  | 20  | 11  | 18  | 11  | 20  | 17  | 18  | 13  | 12  | 13(12*) | 14  | 13  | 15  | 18  | 19  |     | 0     |
| Toyota RVX-07 2,4 V8 | B    | Накадзима |     |     |     |     |     |     |     |     |     |     |         |     |     |     |     |     | 19  | 0     |

- после штрафа Фернандо Алонсо потерей пяти позиций по решению стюардов